# 珠江新城駅
珠江新城駅（しゅこうしんじょうえき）は、中華人民共和国広東省広州市天河区華夏路と花城大道の交差点に位置する広州地下鉄3号線と5号線の駅である。

## 歴史
- 2005年12月26日：3号線の駅として開業[1]。
- 2009年12月28日：5号線の開業により、乗り換え駅となる[2]。

## 駅構造
珠江新城駅は地下三層からなり、地上は華夏路、花城大道、高徳置地広場、富力盈凱広場、中国海関、広州市政務サービスセンターの他、多数の商店とオフィスビルが建ち並ぶ。地下一階がコンコース、地下二階が3号線のホーム階、地下三階が5号線のホーム階である。
当駅は2路線が同時期に設計、建設された。開業は同時期ではないが、駅全体での設備は琺瑯板が使用されている。駅の配色は青色である。2路線のホームに書かれた字体が異なっており、3号線は手書きの字体を、5号線はパソコンフォントの葉根友字体である。

### のりば
| 番線                   | 路線    | 行先                           |
| ---------------------- | ------- | ------------------------------ |
| 3号線ホーム（地下2階） |         |                                |
| 1                      | ■ 3号線 | 海傍方面                       |
| 2                      | ■ 3号線 | 機場北・天河バスターミナル方面 |
| 5号線ホーム（地下3階） |         |                                |
| 3                      | ■ 5号線 | 黄埔新港方面                   |
| 4                      | ■ 5号線 | 広州駅・滘口方面               |

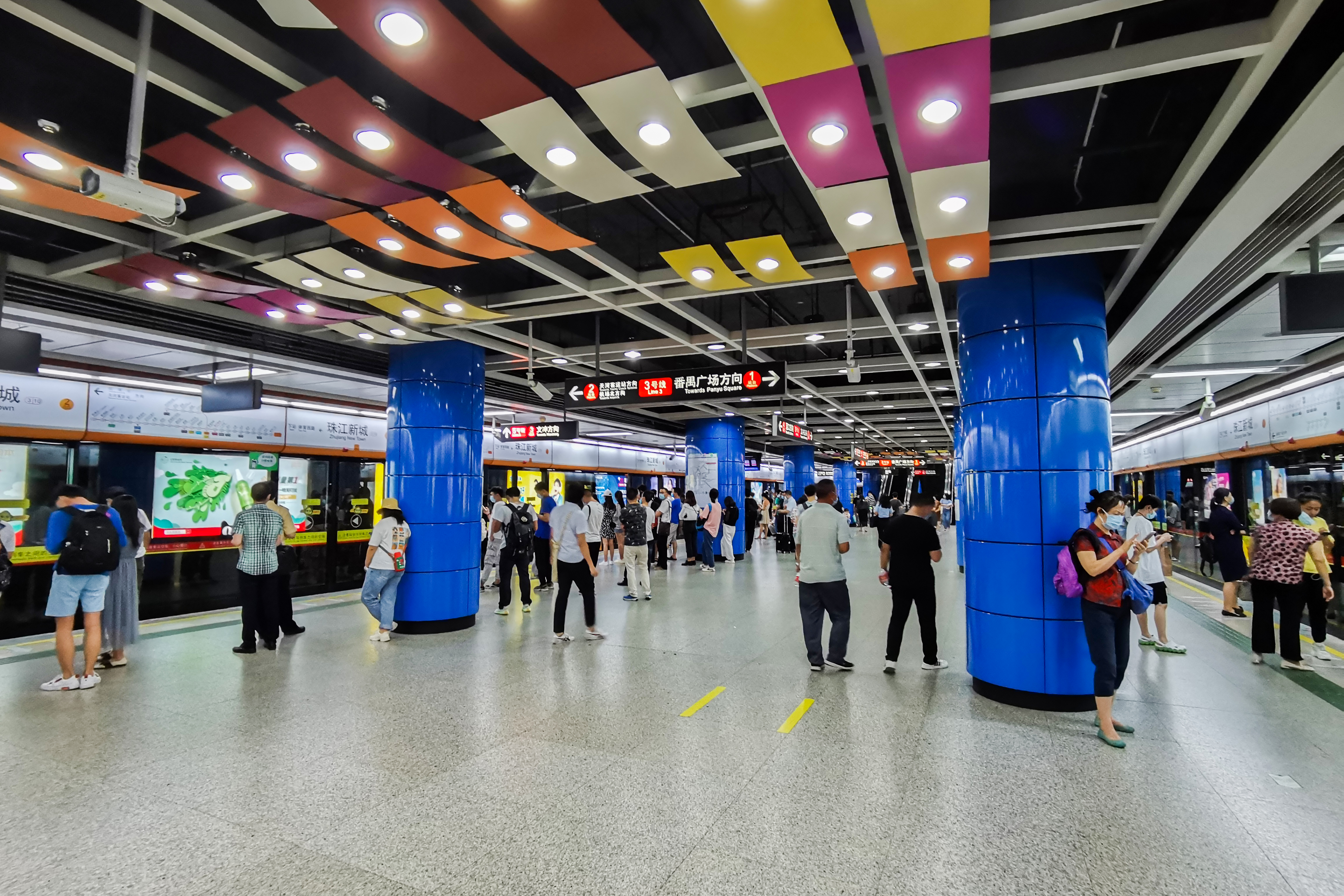
3号線ホーム（2020年6月）
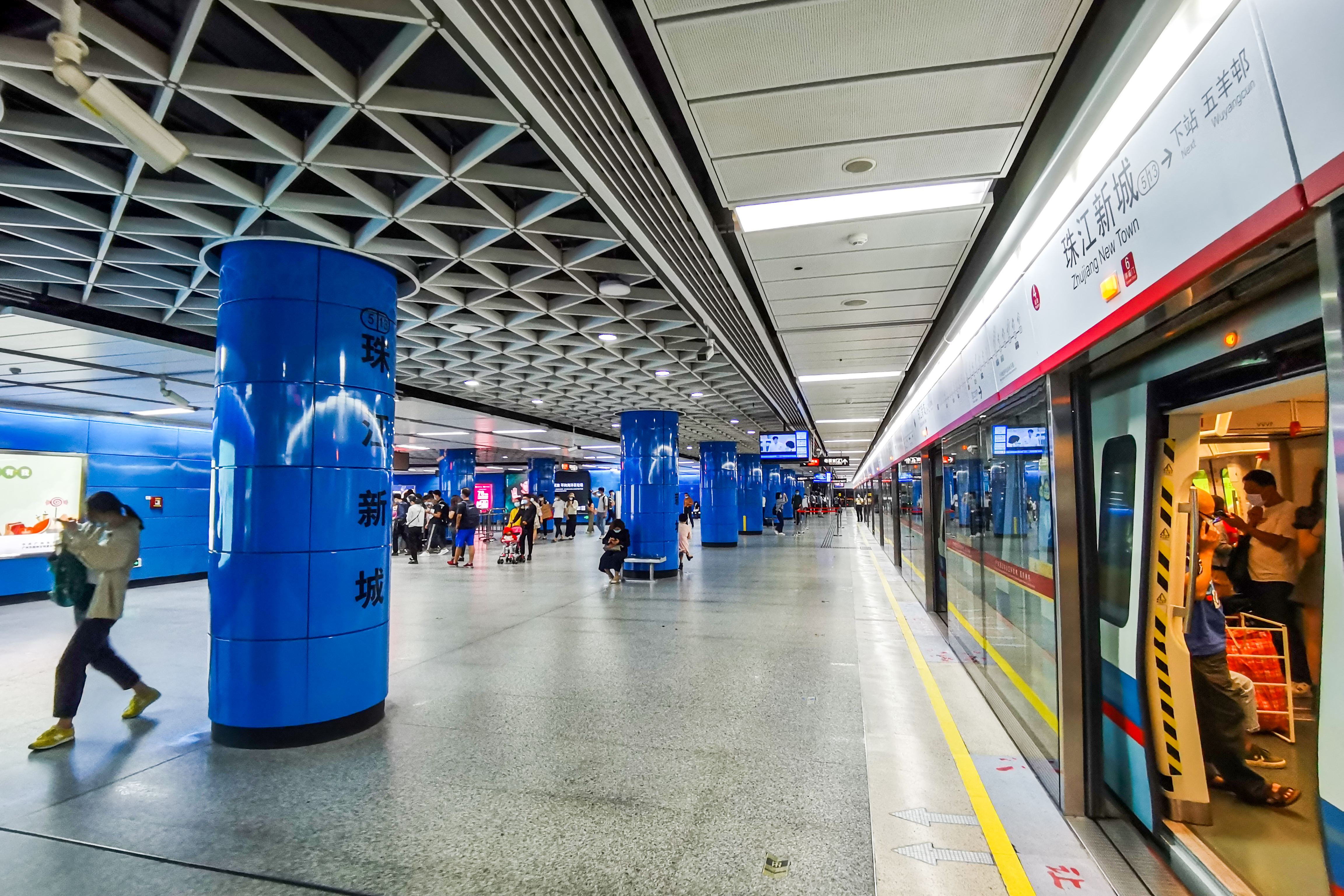
4番線ホーム
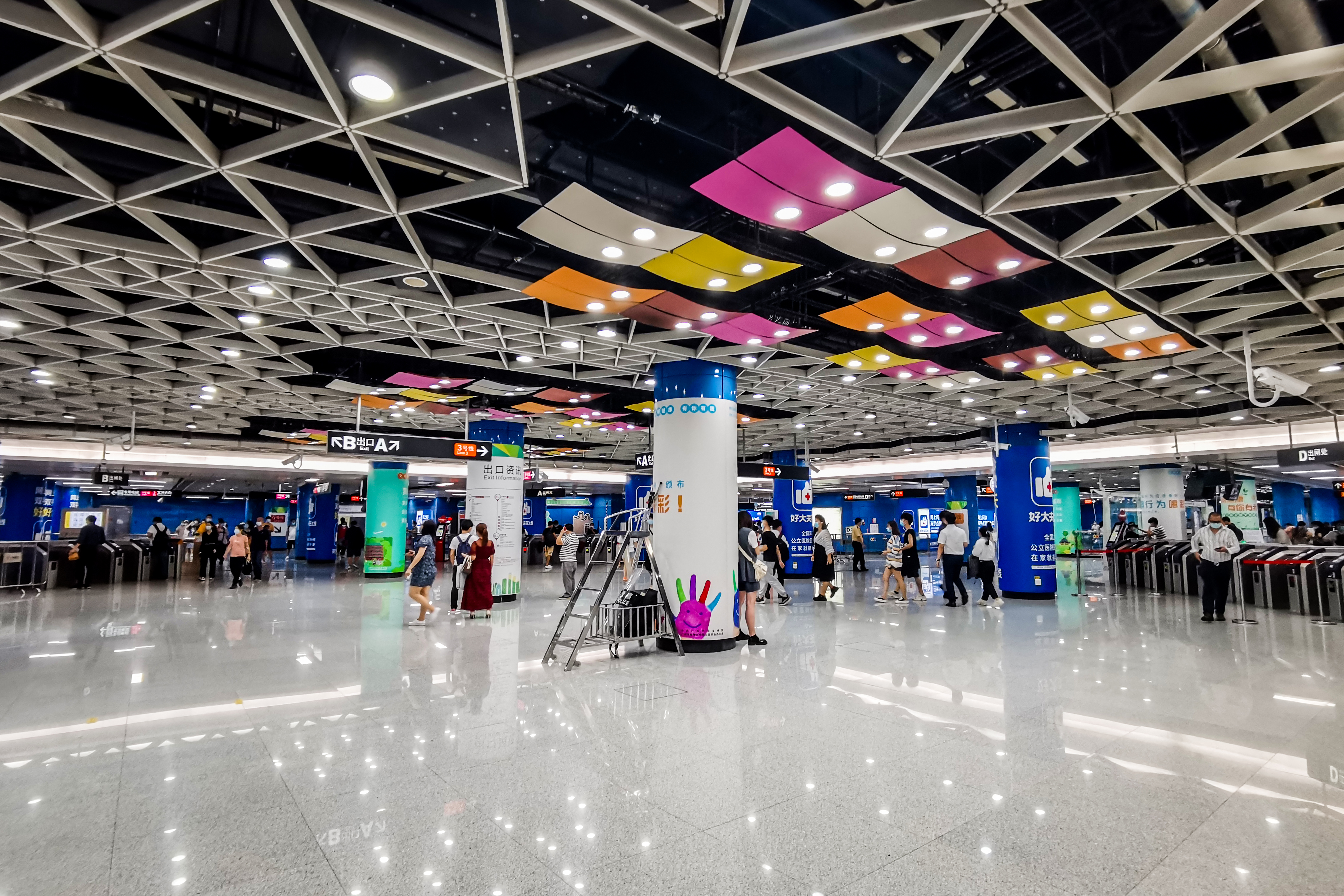
コンコース

3号線は島式ホームであり、華夏路の地下にある。5号線は相対式ホームであり、花城大道の地下にある。両線のホームは十字形となっている。
この他、5号線ホームの西側に渡り線が設けられており、5号線の東側で支障があった時には、この駅で折り返す構造となっている。

## 駅周辺
- 珠江新城
- 花城大道駅
- アメリカ駐広州総領事館

## 隣の駅
広州地下鉄
■ 3号線
広州塔駅 309 - 珠江新城駅 310 - 体育西路駅 311
■ 5号線
五羊邨駅 512 - 珠江新城駅 513 - 猟徳駅 514